# Isopterygium planifolium
Isopterygium planifolium är en bladmossart som beskrevs av Fleischer 1923. Isopterygium planifolium ingår i släktet Isopterygium och familjen Hypnaceae. Inga underarter finns listade i Catalogue of Life.